# 덕우
덕우(德祐, 1275년 ~ 1276년 4월)는 남송 공제(恭帝) 조현(趙㬎)의 연호이다. 1년 4개월 가량 사용하였다. 공제(恭帝)가 항복하고 나서 단종(端宗)이 경염으로 개원할 때까지 사용하였다.
덕우 2년(1276년) 2월, 원나라의 의해서 수도 임안이 함락되었다. 3월, 함락된 임안에 있던 송나라의 태후와 황제 일가는 원에 입조하게 된다. 동시에, 임안이 함락되지 전후에 일부 군인과 관료는 익왕(益王) 조하(趙昰), 익왕 모친 숙비(淑妃) 양씨(楊氏), 위왕(衛王) 조병(趙昺) 등을 모시고 나가 부흥운동을 전개 하였다. 5월, 익왕 조하가 복주(福州, 지금의 푸저우시) 단종으로 즉위하였다.

## 개원
- 함순(咸淳) 10년 10월 22일[1](율리우스력 1274년 11월 21일)에 연호를 덕우(德祐)로 정하고, 다음 해 1월 1일[2](율리우스력 1275년 1월 29일)에 개원함.[3][4][5][6]

- 덕우(德祐) 2년 5월 1일[7](율리우스력 1276년 6월 14일)에 연호를 경염(景炎)으로 개원함.[8][9][5][6]

## 연대 대조표
| 덕우 | 서기(西紀) | 간지(干支) | 원나라 연호     |
| 원년 | 1275년     | 을해(乙亥) | 지원(至元) 12년 |
| 2년  | 1276년     | 병자(丙子) | 지원 13년       |

## 동시대 연호

### 중국(몽골)
대원(大元)
- 지원(至元) (1264년 ~ 1294년)

### 베트남
- 바오푸(寶符) (1273년 ~ 1278년)

### 일본
- 분에이(文永) (1264년 ~ 1275년)
- 겐지(建治) (1275년 ~ 1278년)

## 같이 보기
- 중국의 연호 목록